# Lago Bogoria
Il lago Bogoria (precedentemente lago Hannington) è un lago salino e alcalino che si trova in una regione vulcanica in un bacino semi-granitico a sud del lago Baringo, in Kenya, poco a nord dell'equatore. Il lago Bogoria, come il lago Nakuru, il lago Elmenteita, il lago Magadi più a sud nella Rift Valley, e il lago Logipi a nord, ospita a volte una delle più grandi popolazioni di fenicotteri minori al mondo. Il lago è un sito Ramsar e la Riserva nazionale del Lago Bogoria è una riserva protetta dal 29 novembre 1973. Il lago Bogoria è poco profondo (circa 10 metri in media), è lungo circa 34 km e largo 3.5 km, con un bacino idrografico di 700 km2. Si trova nella contea di Baringo.

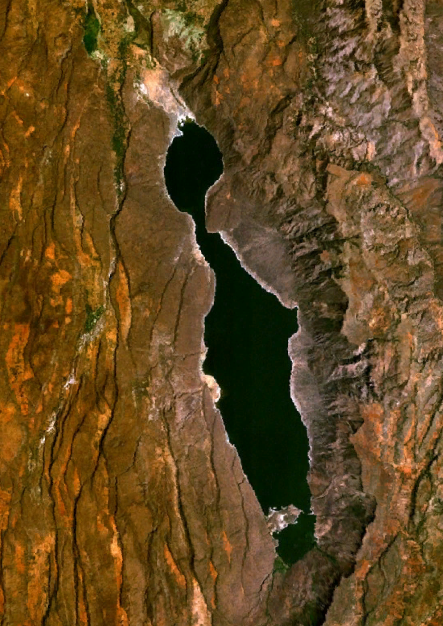
Immagine satellitare del Lago Bogoria presa da NASA World Wind.

Le caratteristiche locali includono la Kesubo Swamp a nord e la Siracho Escarpment a est, entrambe all'interno della Riserva nazionale. Il lago è anche famoso per i geyser e le sorgenti termali lungo la riva e nel lago stesso. In quattro località intorno al lago si possono osservare almeno 10 geyser, che eruttano fino a 5 m di altezza. L'attività dei geyser è influenzata dalle fluttuazioni del livello del lago, che possono inondare o esporre periodicamente alcuni geyser.

## Chimica ed ecologia
Le acque del lago contengono grandi concentrazioni di ioni Na+, HCO3− e CO 32 −. Provengono dall'afflusso dei fiumi Sandai ed Emsos e da circa 200 sorgenti calde alcaline presenti in tre siti: Loburu, Chemurkeu e un gruppo meridionale (Ng'wasis, Koibobei, Losaramat). Altre sorgenti sgorgano direttamente dal fondo del lago. Il lago Bogoria contiene anche la più alta concentrazione di veri geyser in Africa (almeno 18 sono noti). Le acque del lago sono alcaline (pH: 10,5) e saline (fino a 100 g/L di sali totali disciolti). Il lago non ha sbocco superficiale quindi l'acqua diventa salina principalmente per evaporazione, che è alta in questa regione semi-arida. Il lago stesso è meromictico (stratificato) con acque superficiali meno dense che giacciono su acque di fondo più dense e più saline. Sebbene ipersalino, il lago è altamente produttivo con abbondanti cianobatteri (Arthrospira fusiformis) che nutrono i fenicotteri, ma pochi altri organismi abitano il lago, ad esempio la specie di rotiferi monogonon Brachionus sp. Austria (appartenente al complesso di specie criptiche Brachionus plicatilis) si trova in alta densità.
Il lago non è sempre stato salato. I nuclei di sedimenti del fondo del lago hanno dimostrato che le condizioni di acqua dolce sono esistite per diversi periodi negli ultimi 10 000 anni, e quel livello del lago era fino a 9 m più alto della sua attuale elevazione. A volte potrebbe essere straripato verso nord verso il Lago Baringo. A volte, durante il tardo Pleistocene, potrebbe essere stato unito a un precursore più grande del moderno Lago Baringo, ma questa eventualità è ancora incerta.

## Storia
Il lago era precedentemente chiamato Hannington dal vescovo James Hannington che lo aveva visitato nel 1885.
L'area del lago era la dimora tradizionale del popolo Endorois, che è stato costretto a lasciare la zona negli anni 1970 e ora sta lottando contro il provvedimento presso la Commissione africana sui diritti umani e dei popoli.